# Virginia (telenovela)
Virginia es una telenovela venezolana realizada en el año 1983 por la cadena Venevisión, fue protagonizada por  Alba Roversi y Miguel Ángel Landa, con las participaciones antagónicas de Cristina Reyes y Yolanda Méndez.

## Trama
Un matrimonio mal habido en el que una mentira despiadada es el medio elegido para mantenerlo a flote. Un amor que se inicia absurdo y se convierte en un amor imposible y hermoso, nacido de la soledad y la desesperación de un hombre incomprendido. Virginia es una joven sencilla proveniente de un mundo natural y simple, rodeada tan solo por los seres que reconoce y ama. La muerte de su única familia le ocasiona abandonar ese ambiente llevándola a un mundo totalmente diferente que le asusta. 

## Elenco
- Alba Roversi ... Virginia
- Miguel Ángel Landa ... Reynaldo
- Yolanda Méndez ... Aurelia
- Raúl Xiques ... Gabriel
- Cristina Reyes ... Laura
- Martha Carbillo ... Dominga
- Esther Orjuela ... Mónica
- Luis Colmenares ... Gonzalito
- Hilda Blanco
- Francisco Ferrari ... Leandro
- Reneé de Pallás ... Justina
- Margs Krisnell Ávila ...Corotico

## Versiones
- Lucecita (Venevisión, 1967) Con: Marina Baura y José Bardina.
- Lucecita Venezuela (1972) con Adita Rivera y Humberto García.
- Estrellita mía Argentina (1987) Con: Andrea del Boca y Ricardo Darín.
- Lucerito Colombia (1992) con Linda Lucia Callejas, Natalia Ramírez y Guillermo Gálvez.
- Luz María Perú (1998) con Angie Cepeda y Christian Meier. Versión peruana producida por América producciones.